# Creu commemorativa (el Prat de Llobregat)
La Creu commemorativa és una obra del Prat de Llobregat (Baix Llobregat) inclosa a l'Inventari del Patrimoni Arquitectònic de Catalunya.

## Descripció
És una creu de ferro forjat. La traça preten imitar elements compositius propis de l'arquitectura gòtica, ja que la seva composició formal, configurada per un perfil retallat, mostra arcuacions trilobades rematades per florons vegetals, pilarets amb pinacles i medallons amb traceria. Al centre de la creuera s'hi representa l'escena del baptisme de Crist, mentre que al centre del braç inferior, cobricel·lat per un arc trilobat, hi ha la figureta de Jesús amb un calze a la mà. Bustos no identificats els trobem als extrems del braç horitzontal. Antigament estava col·locada damunt una pilastra de pedra prop el riu Llobregat, però actualment, reposa damunt d'un bloc quadrangular, de poca alçada, fet de blocs granítics units amb morter, que sembla més aviat un altar.

## Història
Aquesta creu va ser aixecada per a commemorar el IV Centenari de la parròquia de la població, l'any 1956. Va ser beneïda el dia de la festivitat dels sants Cosme i Damià i va ser col·locada al final de l'avinguda d'Anselm Clavé, prop el riu Llobregat, en uns terrenys cedits per la família Flaquer.